# U 3035
U 3035 war ein deutsches U-Boot des Typs XXI der Kriegsmarine im Zweiten Weltkrieg.

## Geschichte
U 3035 wurde am 6. November 1943 bei der AG Weser in Bremen in Auftrag gegeben, wie alle anderen Boote des Typ XXI ab U 3001. Die Kiellegung erfolgte am 11. November 1944. Das Boot wurde am 24. Januar 1945 vom Stapel gelassen. Die Indienststellung erfolgte erst am 1. März 1945. Dadurch wurde U 3035 niemals zum Fronteinsatz versetzt. Das Kommando übernahm Oberleutnant Ernst-August Gerke, welcher im Vergleich zu Oberleutnant Prehn, dem ersten Kommandanten von U 3034, bereits ein erfahrener Kommandant war, da Gerke bereits mehrmals im Atlantik und dem Nordmeer mit U 377, U 382 und U 673 der Bootsklasse Typ VII C im Einsatz gewesen war. Wohl durch den nicht mehr erfolgten Fronteinsatz soll das Boot wappenlos geblieben sein.

## Verbleib des Bootes
Im Rahmen der Aufteilung des Wehrmaterials der Wehrmacht erhielt die Sowjetunion einige Boote des Typs XXI, so liefen die Boote U 2529, U 3035, U 3041 und U 3515 von Lisahally, als Teil der Operation Cabal in Richtung Libau aus. U 3035 wurde am 14. Dezember 1945 in N-28 umbenannt und am 13. Februar 1946 der Südbaltischen Flotte zugeteilt, bis das sowjetische Flottenkommando die Desarmierung von ex U 3035 befahl. Es wurde am 18. Januar 1956 in PZS-34 umbenannt und als abgerüstetes Schießstandboot und schwimmende Batterieaufladestation für andere U-Boote
eingesetzt, bis es am 28. März 1958 aus der Liste der sowjetischen Kriegsschiffe gestrichen und abgewrackt wurde.